# 軍事的リーダーシップ
軍事的リーダーシップ（ぐんじてきリーダーシップ、英：military leadership）とは軍隊などの軍事集団におけるリーダーシップをいう。

## 概要
軍事的リーダーシップとは軍事集団の維持発展や作戦行動を指導するための機能や能力を言う。ここでのリーダーシップの本質的な中核は指導であり、主に集団の士気を高め、その活動を効果的に統制することにある。軍事組織には戦闘指揮を統一するために制裁権力に基づく絶対的な服従と被服従の機能が元々備わっている。そのために軍事組織にリーダーシップは不要だと結論付けることはできるが、実際に軍事力を行使する局面では往々にして自身の負傷や疲労、爆音･閃光･衝撃による混乱、戦友や敵兵などの大量死など凄惨で非人道的な光景に直面し、組織の構成員に怯え･怠け･迷い・間違いは発生しやすく、本質として大衆性を持ち膨大な人間で構成される軍事組織を効率的に運用するためには優れたリーダーシップは不可欠のものである。

## 分類
指揮官の軍事的リーダーシップは大きく部隊長と司令官の形態に分類される。

### 部隊長の統率
隊長の軍事的リーダーシップとは戦場において自分の部隊を統率し、敵の攻撃や攪乱にあっても部隊の秩序を維持し、極限的な状態に追い詰められた部下たちの士気を維持・高揚させるものである。

### 司令官の統率
司令官の軍事的リーダーシップとは作戦計画を大局的に把握し、作戦部隊全体を各部隊の隊長を介する形で統率し、同時に攻撃や防御において的確な指揮統制を効果的に行うものである。

### 攻防の統率
攻撃に求められるリーダーシップと防御に求められるリーダーシップは微妙に異なると一般的に考えられている。攻撃部隊において特に必要な指揮官の資質としては平静沈着、勇敢かつ適応的でありユーモア、積極性、高度な意思疎通能力を有していることが挙げられる。防御部隊においてとくに必要な指揮官の資質としては社交的、慎重、几帳面であり理解力、融通性、多重的な情報処理能力を有していることが挙げられる。

## 構成
軍事的リーダーシップは非常に多様な要素から構成された能力、才能または技能である。その構成要素には人格、知能及び行動の三種類に分類できる。

### 人格
人格は統率力の根源的な構成要素である。多くの軍隊や特殊部隊では人格を重視したモットーを採っている。まず指揮官は誠実でないといけない。指揮官が部下に対して誠実な態度が示すことができなければ命令を受けた部下の士気は低下し、指揮系統に惰弱さが生まれ、作戦行動にも支障が出る。また指揮官は勇敢であることも求められる。特に直接部下を指揮する指揮官は部隊全員の士気を鼓舞することができる勇気は戦場において不可欠のものである。また尊敬の対象であることも指揮官にとって重要である。
指揮官の特権的地位は国家のために存在するのであり、指揮官は部隊と国家の利益を常に考えなければならない。以上のように人格はあらゆる統率力の基礎になっており、それは訓練によって付与できないとも考えられている。

### 知能
現代の軍事技術はその方面が広範なだけでなく内容も極めて高度になっており、戦術的または数学的な知能が極めて重要である。
統率における知能の基盤としてはまず自主性、独創性、問題解決能力、集中力、感情制御知能、精神力が挙げられる。これらに基づいて数学的知能、言語能力、技術的知能、戦術的知能に分類される知能が求められる。数学的知能は特に重要な知能の一つであり、航法、兵站概算、射撃・砲撃統制、暗号作成、弾道計算、敵兵力概算などの場面で用いられる。戦術的知能も非常に重大な知能であり、洞察力、問題解決能力、一貫した実行力などの能力から構成させる。

### 行動
実戦において指揮官が人格と知能を発揮して総合する資質である。実戦において指揮官はまず作戦計画を立てることが必要である。これには一般的に遡及計画の手法が用いられる。この段階で兵站の問題についても確認しなければならない。すなわち指揮官は実戦において作戦全体を包括的に指導する立場にあるのであり、戦闘以外のあらゆる事項について注意を払わなければならない。
また戦闘が終結した後に部隊の弱点を発見して再編する場合も指揮官の分析力や洞察力が求められることとなり、続く作戦に大きな影響を及ぼす。